# Lijst van afleveringen van Alf
Dit is een lijst met afleveringen van de Amerikaanse televisieserie Alf. De serie telt 4 seizoenen. Een overzicht van alle afleveringen is hieronder te vinden.

## Seizoen 1
| Nr. | Titel aflevering                  | Uitzenddatum      |
| --- | --------------------------------- | ----------------- |
| 1   | A.L.F.                            | 22 september 1986 |
| 2   | Strangers in the Night            | 29 september 1986 |
| 3   | Looking for Lucky                 | 6 oktober 1986    |
| 4   | Pennsylvania 6-5000               | 13 oktober 1986   |
| 5   | Keepin' the Faith                 | 20 oktober 1986   |
| 6   | For Your Eyes Only                | 3 oktober 1986    |
| 7   | Help Me, Rhonda                   | 10 november 1986  |
| 8   | Don't It Make My Brown Eyes Blue? | 17 november 1986  |
| 9   | Jump                              | 24 november 1986  |
| 10  | Baby, You Can Drive My Car        | 1 december 1986   |
| 11  | On the Road Again                 | 8 december 1986   |
| 12  | Oh, Tannerbaum                    | 22 december 1986  |
| 13  | Mother and Child Reunion          | 12 januari 1987   |
| 14  | A Little Bit of Soap              | 19 januari 1987   |
| 15  | I've Got a New Attitude           | 2 februari 1987   |
| 16  | Try to Remember: Part 1           | 9 februari 1987   |
| 17  | Try to Remember: Part 2           | 9 februari 1987   |
| 18  | Border Song                       | 16 februari 1987  |
| 19  | Wild Thing                        | 2 maart 1987      |
| 20  | Going Out of My Head Over You     | 16 maart 1987     |
| 21  | Lookin' Through the Windows       | 23 maart 1987     |
| 22  | It Isn't Easy... Bein' Green      | 30 maart 1987     |
| 23  | The Gambler                       | 6 april 1987      |
| 24  | Weird Science                     | 13 april 1987     |
| 25  | La Cuckaracha                     | 4 mei 1987        |
| 26  | Come Fly with Me                  | 11 mei 1987       |

## Seizoen 2
| Nr. | Titel aflevering                  | Uitzenddatum      |
| --- | --------------------------------- | ----------------- |
| 1   | Working My Way Back to You        | 21 september 1987 |
| 2   | Somewhere Over the Rerun          | 28 september 1987 |
| 3   | Take a Look at Me Now             | 5 oktober 1987    |
| 4   | Wedding Bell Blues                | 12 oktober 1987   |
| 5   | Prime Time                        | 19 oktober 1987   |
| 6   | Some Enchanted Evening            | 26 oktober 1987   |
| 7   | Oh, Pretty Woman                  | 2 november 1987   |
| 8   | Something's Wrong with Me         | 9 november 1987   |
| 9   | Night Train                       | 16 november 1987  |
| 10  | Isn't It Romantic?                | 23 november 1987  |
| 11  | Hail to the Chief                 | 7 december 1987   |
| 12  | ALF's Special Christmas: Part 1   | 14 december 1987  |
| 13  | ALF's Special Christmas: Part 2   | 14 december 1987  |
| 14  | The Boy Next Door                 | 4 januari 1988    |
| 15  | Can I Get a Witness?              | 11 januari 1988   |
| 16  | We're So Sorry, Uncle Albert      | 25 januari 1988   |
| 17  | Someone to Watch Over Me: Part 1  | 8 februari 1988   |
| 18  | Someone to Watch Over Me: Part 2  | 15 februari 1988  |
| 19  | We Gotta Get Out of This Place    | 22 februari 1988  |
| 20  | You Ain't Nothin' But a Hound Dog | 29 februari 1988  |
| 21  | Hit Me with Your Best Shot        | 7 maart 1988      |
| 22  | Movin' Out                        | 14 maart 1988     |
| 23  | I'm Your Puppet                   | 21 maart 1988     |
| 24  | Tequila                           | 28 maart 1988     |
| 25  | We Are Family                     | 2 mei 1988        |
| 26  | Varsity Drag                      | 9 mei 1988        |

## Seizoen 3
| Nr. | Titel aflevering                                         | Uitzenddatum     |
| --- | -------------------------------------------------------- | ---------------- |
| 1   | Stop in the Name of Love                                 | 3 oktober 1988   |
| 2   | Stairway to Heaven                                       | 10 oktober 1988  |
| 3   | Breaking Up Is Hard to Do                                | 17 oktober 1988  |
| 4   | Tonight, Tonight: Part 1                                 | 24 oktober 1988  |
| 5   | Tonight, Tonight: Part 2                                 | 24 oktober 1988  |
| 6   | Promises, Promises                                       | 31 oktober 1988  |
| 7   | Turkey in the Straw: Part 1                              | 14 november 1988 |
| 8   | Turkey in the Straw: Part 2                              | 15 november 1988 |
| 9   | Changes                                                  | 21 november 1988 |
| 10  | My Back Pages                                            | 28 november 1988 |
| 11  | Alone Again, Naturally                                   | 5 december 1988  |
| 12  | Do You Believe in Magic?                                 | 12 december 1988 |
| 13  | Hide Away                                                | 9 januari 1989   |
| 14  | Fight Back                                               | 16 januari 1989  |
| 15  | Suspicious Minds                                         | 23 januari 1989  |
| 16  | Baby Love                                                | 6 februari 1989  |
| 17  | Running Scared                                           | 13 februari 1989 |
| 18  | Standing in the Shadows of Love                          | 20 februari 1989 |
| 19  | Superstition                                             | 27 februari 1989 |
| 20  | Torn Between Two Lovers                                  | 6 maart 1989     |
| 21  | Funeral for a Friend                                     | 20 maart 1989    |
| 22  | Don't Be Afraid of the Dark                              | 27 maart 1989    |
| 23  | Have You Seen Your Mother, Baby, Standing in the Shadow? | 10 april 1989    |
| 24  | Like an Old Time Movie                                   | 17 april 1989    |
| 25  | Shake, Rattle and Roll                                   | 1 mei 1989       |
| 26  | Having My Baby                                           | 8 mei 1989       |

## Seizoen 4
| Nr. | Titel aflevering                        | Uitzenddatum      |
| --- | --------------------------------------- | ----------------- |
| 1   | Baby, Come Back                         | 18 september 1989 |
| 2   | Lies                                    | 25 september 1989 |
| 3   | Wanted: Dead or Alive                   | 2 oktober 1989    |
| 4   | We're in the Money                      | 9 oktober 1989    |
| 5   | Mind Games                              | 16 oktober 1989   |
| 6   | Hooked on a Feeling                     | 23 oktober 1989   |
| 7   | He Ain't Heavy, He's Willie's Brother   | 30 oktober 1989   |
| 8   | The First Time Ever I Saw Your Face     | 6 november 1989   |
| 9   | Live and Let Die                        | 13 november 1989  |
| 10  | Break Up to Make Up                     | 20 november 1989  |
| 11  | Happy Together                          | 27 november 1989  |
| 12  | Fever                                   | 4 december 1989   |
| 13  | It's My Party                           | 11 december 1989  |
| 14  | Make 'em Laugh                          | 8 januari 1990    |
| 15  | Love on the Rocks                       | 15 januari 1990   |
| 16  | True Colors                             | 22 januari 1990   |
| 17  | Gimme That Old Time Religion            | 29 januari 1990   |
| 18  | Future's So Bright, I Gotta Wear Shades | 5 februari 1990   |
| 19  | When I'm 64                             | 12 februari 1990  |
| 20  | Mr. Sandman                             | 19 februari 1990  |
| 21  | Stayin' Alive                           | 26 februari 1990  |
| 22  | Hungry Like the Wolf                    | 3 maart 1990      |
| 23  | I Gotta Be Me                           | 10 maart 1990     |
| 24  | Consider Me Gone                        | 24 maart 1990     |